# دیر باث
دیر باث (انگلیسی: Bath Abbey) یک دیر در شهر باث، انگلستان است.
این دیر که در قرن هفتم میلادی ساخته شده دارای یک برج به ارتفاع ۴۹ متر و شبستان به طول ۶۴ متر طول و ۱۱ متر عرض می‌باشد.

## نگارخانه

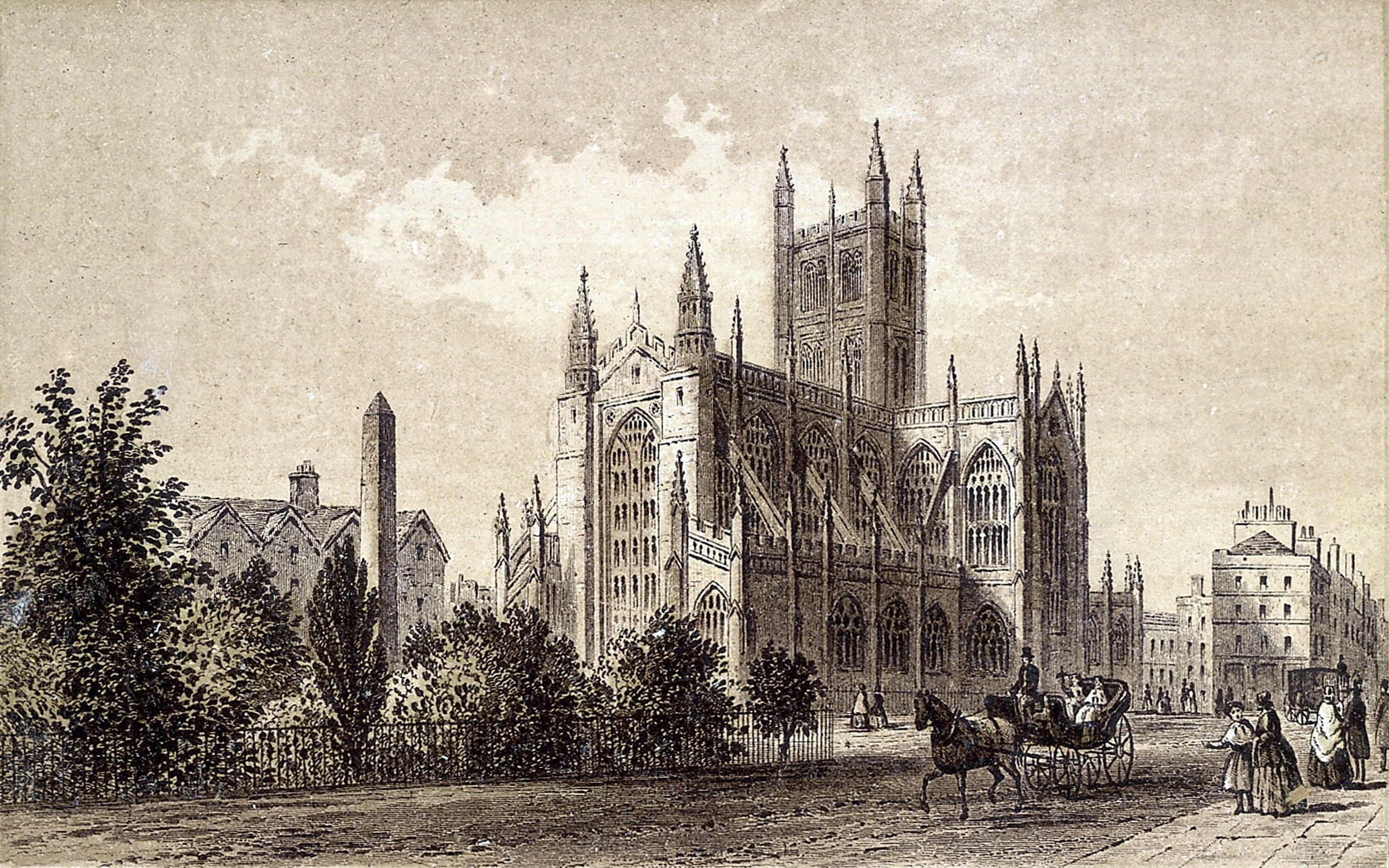
۱۸۷۵
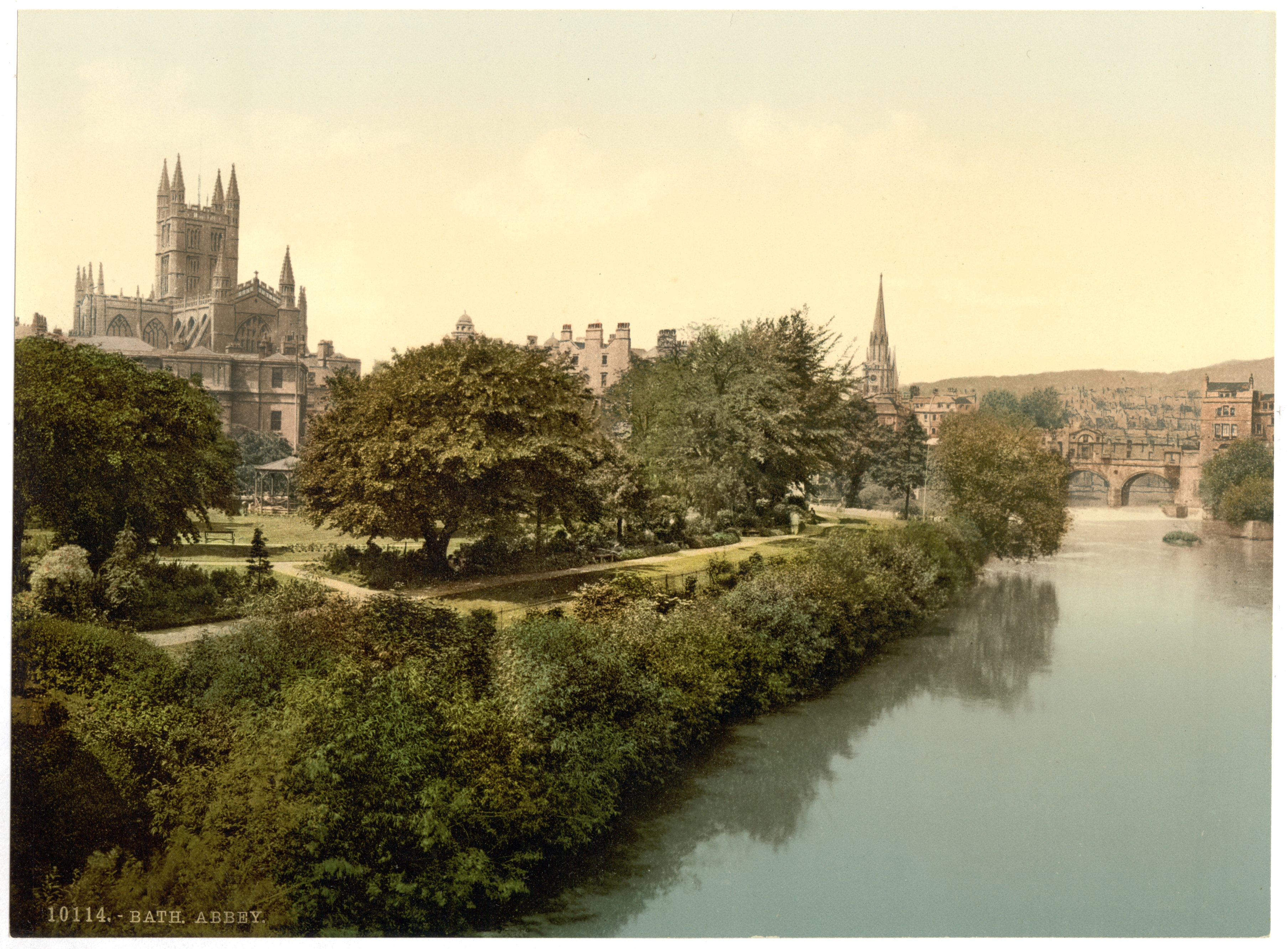
۱۹۰۰
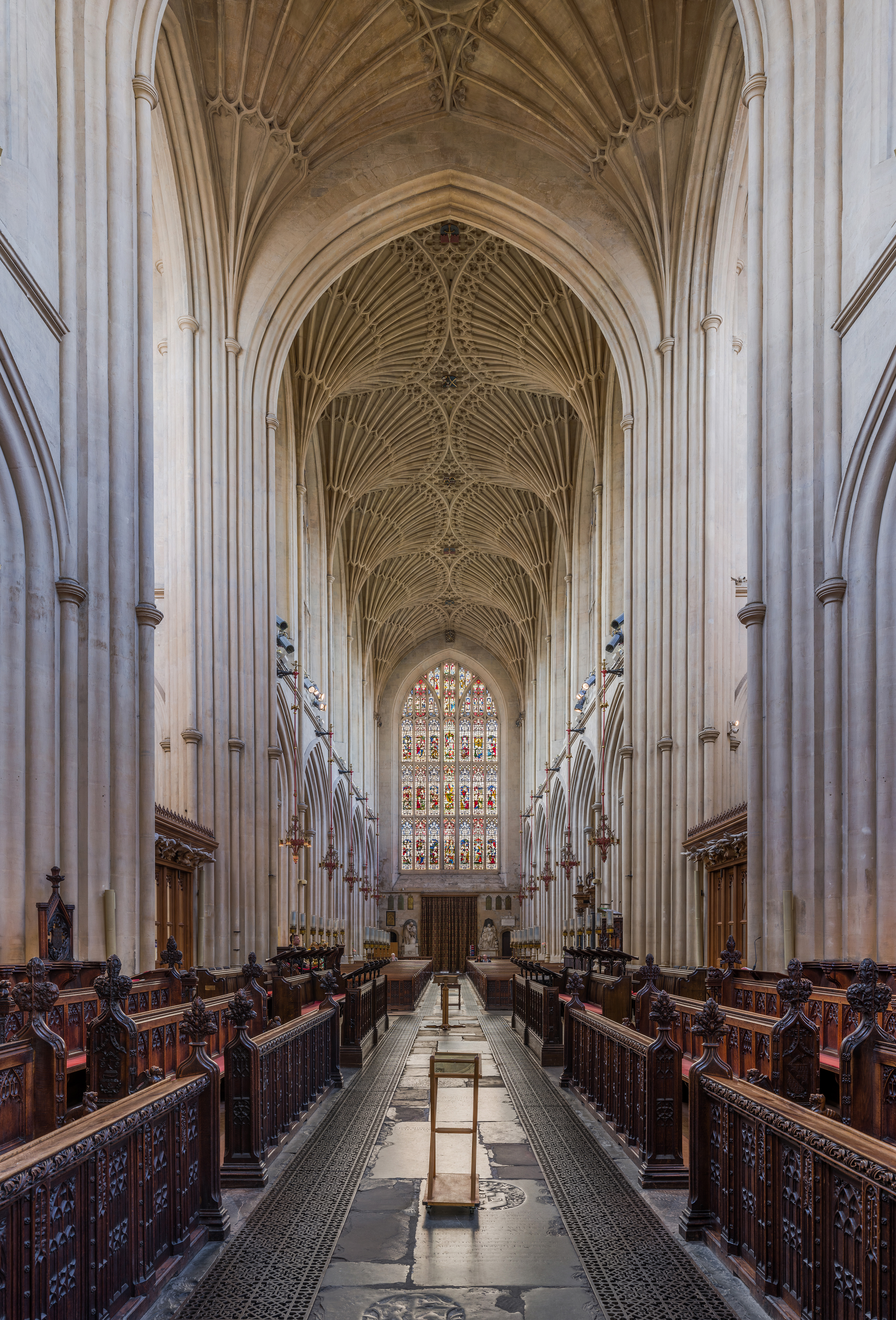
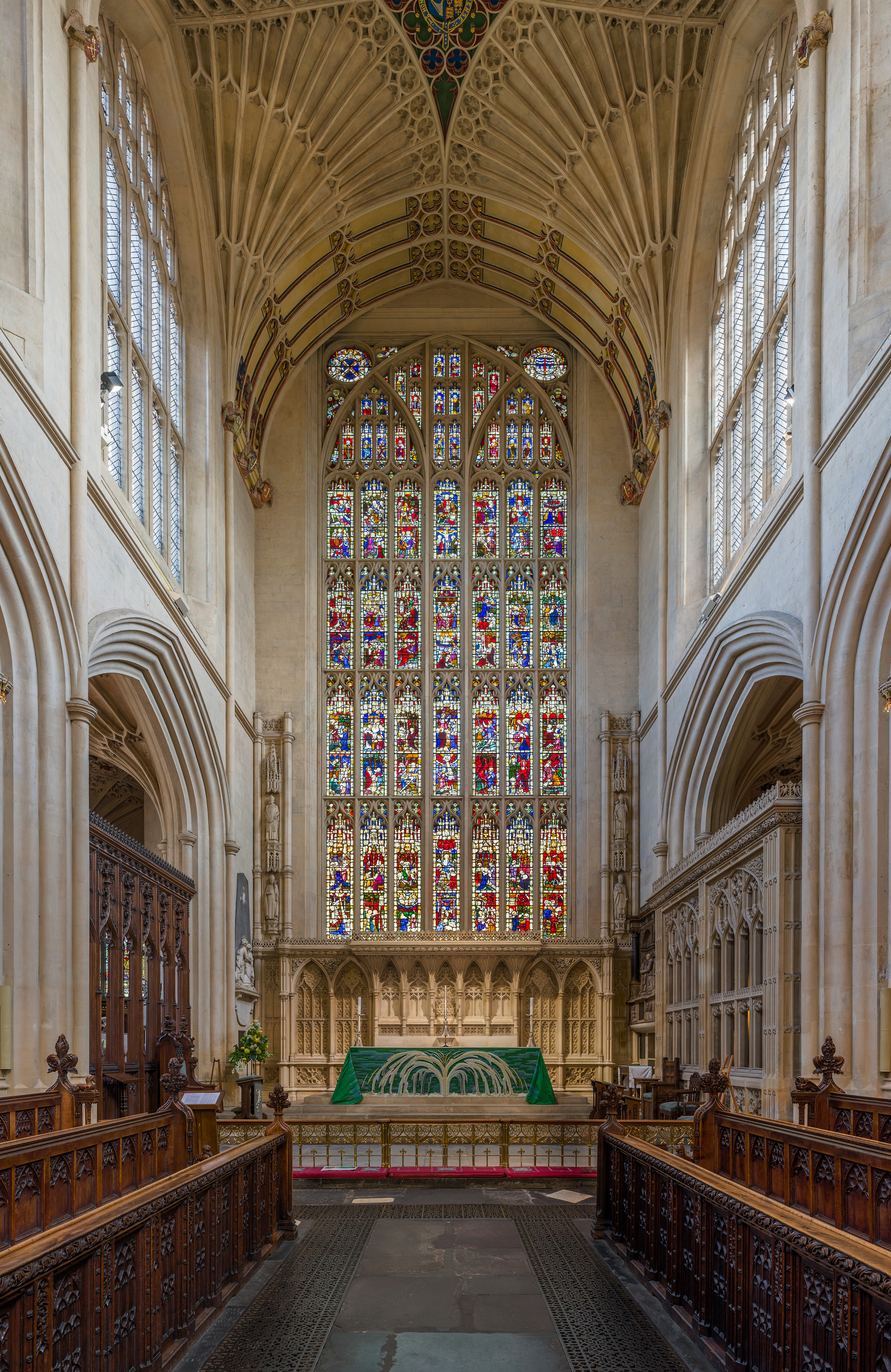
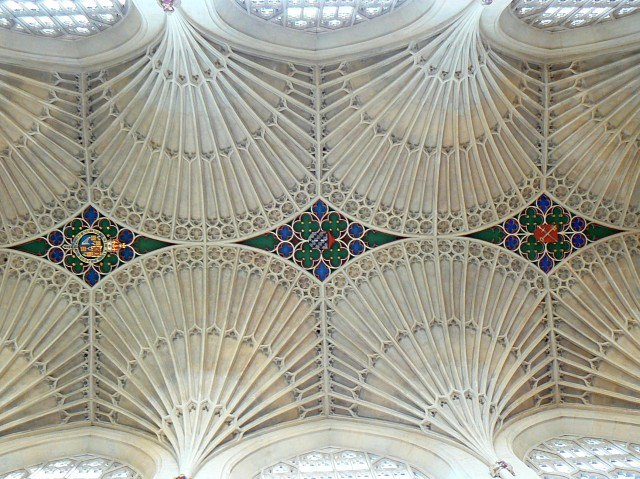
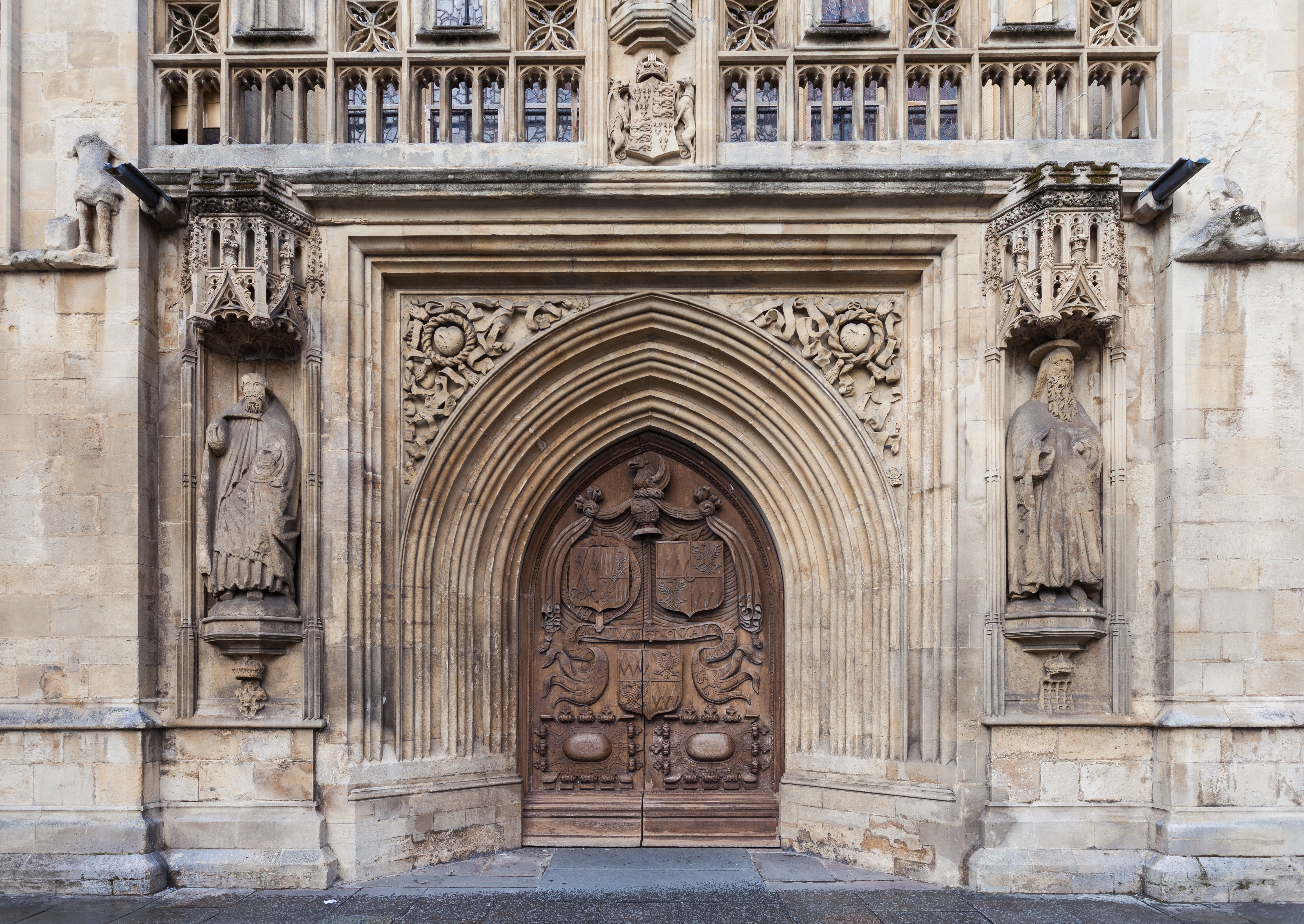
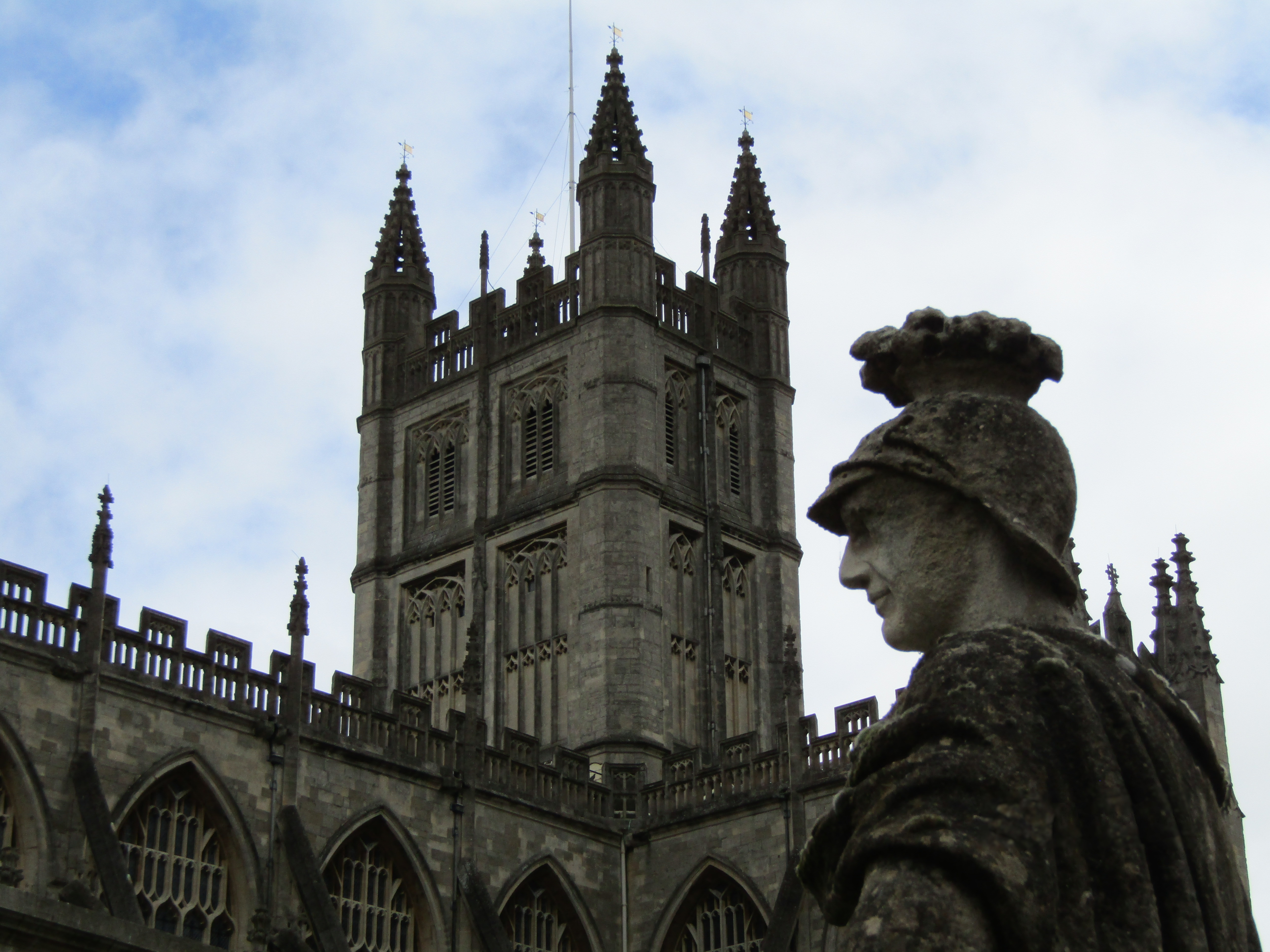
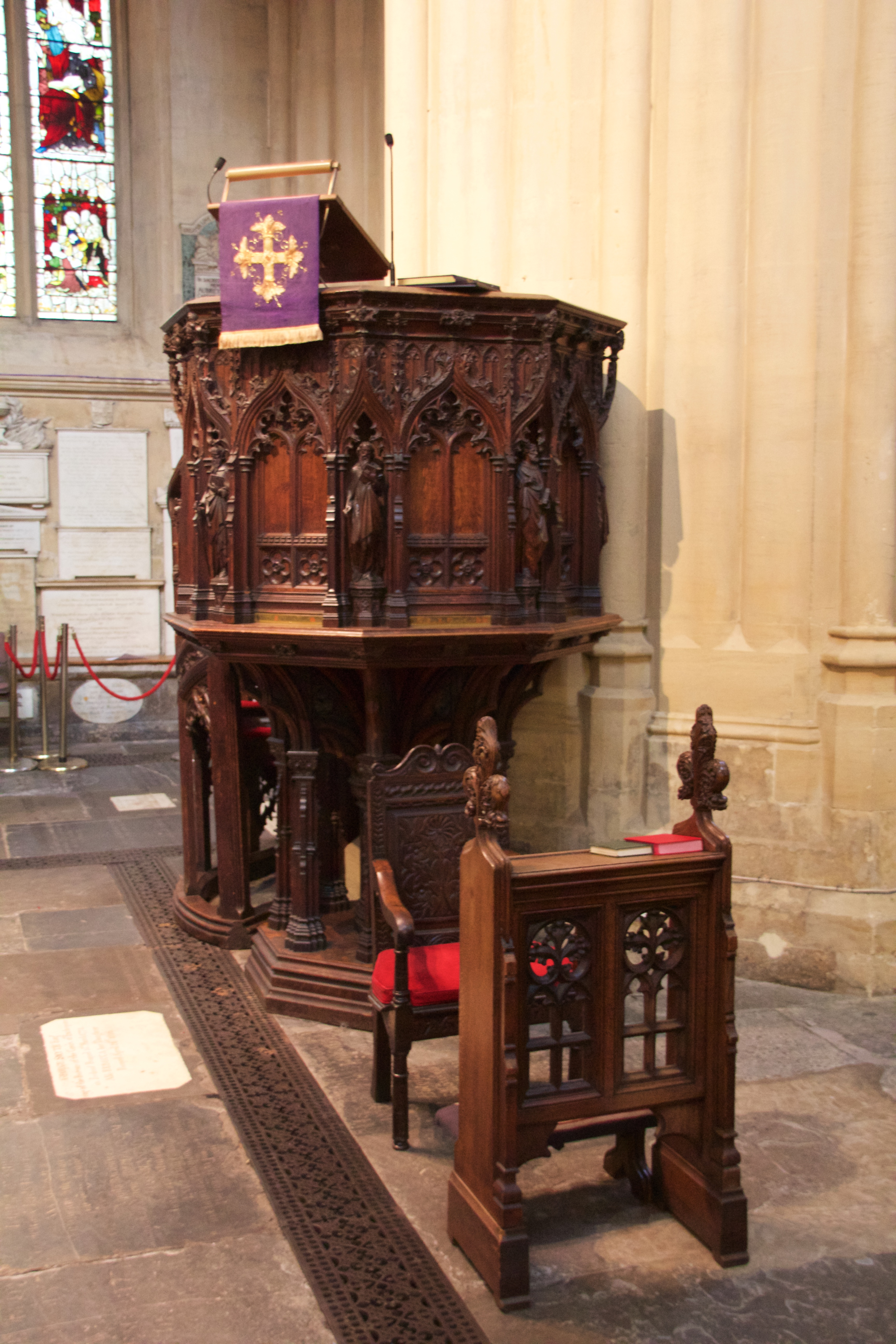
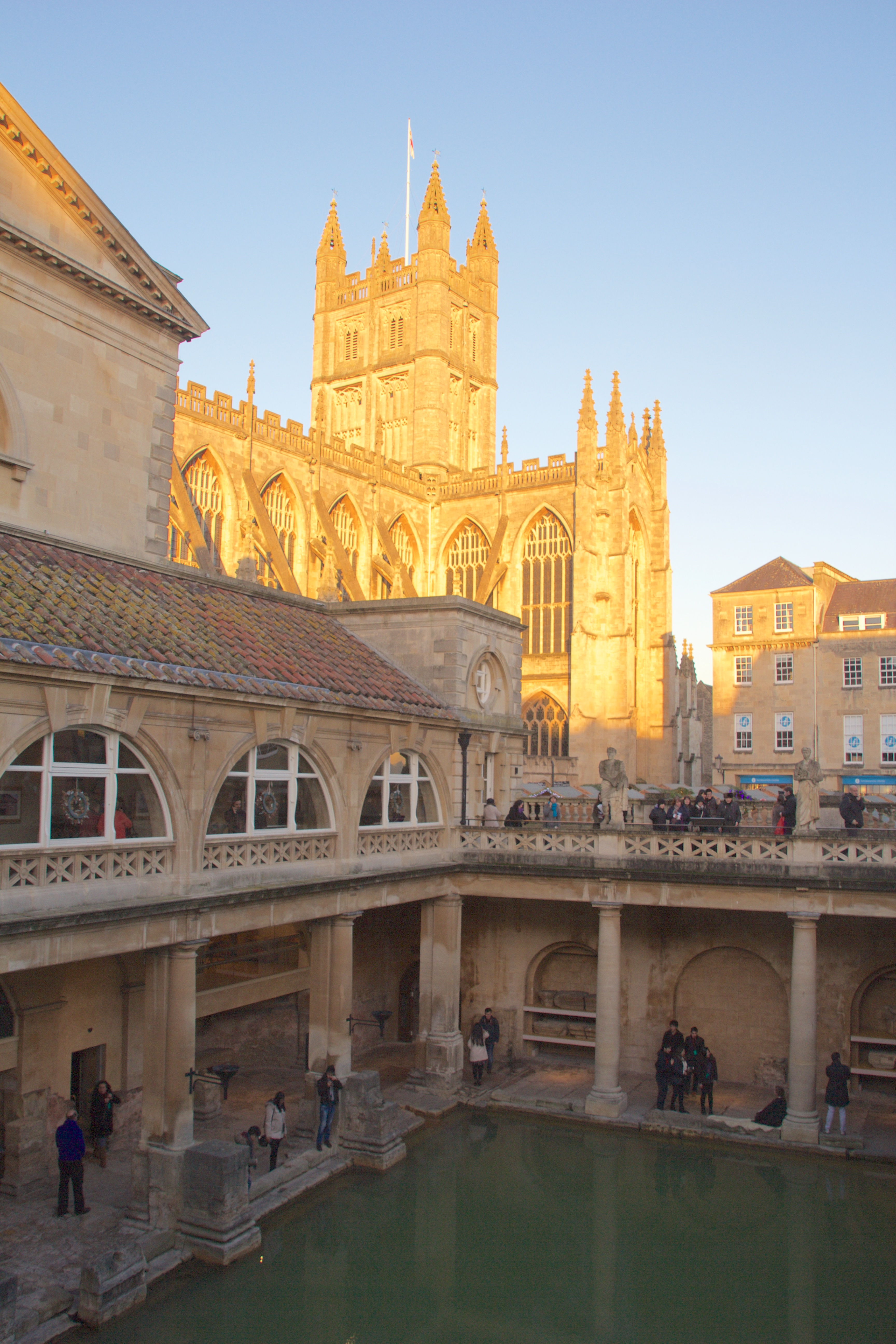
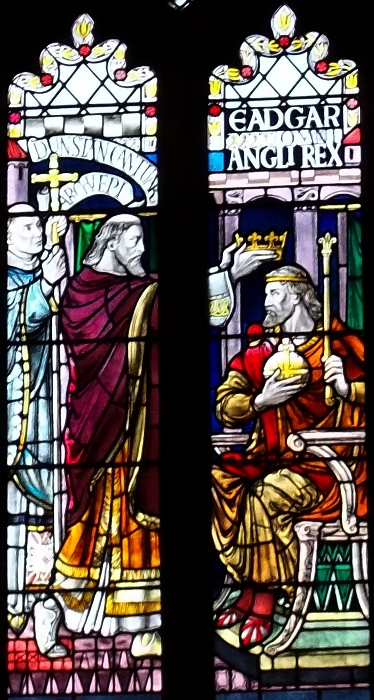